# Pantachogon scotti
Pantachogon scotti is een hydroïdpoliep uit de familie Rhopalonematidae. De poliep komt uit het geslacht Pantachogon. Pantachogon scotti werd in 1910 voor het eerst wetenschappelijk beschreven door Browne. 